# Ovarialcysta
Ovarialcysta är en cysta (vätskefylld blåsa) på äggstockens utsida, vilket är en förhållandevis vanlig åkomma hos kvinnor i synnerhet under fertil ålder. Ovarialcystor är en differentialdiagnos till äggstockscancer. I sig är sådana cystor ofarliga, men de kan leda till allvarliga komplikationer.

## Orsaker
Cystor på äggstockarna kan uppkomma på olika sätt. Under ägglossningen kan antingen ägget stanna i follikeln istället för att lossna, eller så kan tillbakabildningen av follikeln utebli - båda orsakerna kan leda till follikulära cystor. Likaså kan gulkroppen utvecklas till en cysta vilket kallas corpus luteum-cysta (gulkropp på latin).
Kvinnor kan lida av polycystiskt ovariesyndrom (PCOS) då follikulära cystor bildas regelbundet. Endometrios kan leda till att livmoderslemhinna fastnar på äggstocken och bildar en cysta (så kallad chokladcysta). Godartade tumörer på äggstockarna kan yttra sig i cystor där, liksom cystadenom och dermoidcystor. Flera typer av tumörer kan vara cystliknande, och det kan dessutom i dessa fall vara en svår diagnostisk situation att bestämma huruvida äggstocken eller näraliggande vävnader producerat cystan ifråga. Det senare kan vara fallet med myom, paraovarialcystor och säcktubor.

## Symtom
Normalt sett ger en cysta på äggstocken inga symtom (bortsett från PCOS). Sådana cystor upptäcks vanligen under besök hos gynekolog, men försvinner som regel av sig själva. De som har symtom kan känna sig uppsvällda i buken, bäckensmärta, svårighet att urinera, större behov att urinera, smärta vid samlag, mensvärk, illamående, med mera. En cysta kan emellertid brista (ruptur), vrida sig (torsion), eller börja blöda. I det senare fallet uppkommer akuta smärtor och inre blödningar, ett tillstånd som bör behandlas akut.

## Prevalens
Icke symtomgivande ovarialcystor är mycket vanligt bland kvinnor i fertil ålder, och drabbar bortåt en tredjedel av den gruppen. I ett fåtal fall kan cystor uppkomma under fostertiden och innan puberteten, exempelvis genom påverkan från moderns hormoner i omlopp. Det är ovanligare med ovarialcystor efter menopaus än innan, men är alls inte sällsynt.

## Behandling
Cystor kan avlägsnas med laparoskopi. Dock finns ett samband mellan att ha genomgått denna operation och att äggreserven är skadad, vilket märks genom att kvinnor som gjort det har sänkta nivåer av anti-müllerskt hormon.